# 三共福島ビル
三共福島ビル（さんきょうふくしまビル）は、福島県福島市大町にある複合ビルである。

## 概要
福島市中心市街地や福島県庁にほど近い国道13号・平和通り福島警察署前交差点の北西角に位置するSKハウジングが所有する大型ビルである。1984年（昭和59年）まで営業していた中合大町パルク（現在地に移転する前の中合福島店であった）の解体後の跡地に建設され、1995年（平成7年）3月に竣工した。核テナントとしてホテルサンキョウ福島が入居する。

## HOTEL SANKYO FUKUSHIMA
HOTEL SANKYO FUKUSHIMA（ホテル・サンキョー・フクシマ）は当ビルに入居するホテルである。
ビル開業当初はホテルサンルートプラザ福島として営業が始まり、サンルートの直営で営業が行われていた。2017年（平成29年）1月に客室の改装などを行ったが、賃貸借契約の合意解除に伴い2017年（平成29年）11月26日に営業を終了し、同年12月1日にビル所有者のSKハウジングの運営する第一号店のホテルとして開業した。客室数はサンルートとしてのオープン当初と変わらず257室あり、118台分の機械式立体駐車場を備えている。

### 館内
- レストラン KEYAKI（宿泊者の朝食専用である。）
- カフェラウンジ SHAKUNAGE（運営元変更時に1階ロビーに新設された。）
  - 上記いずれも名称の由来は福島県の県木のケヤキ、県花のネモトシャクナゲに因む。
- バンケットホール 橘の間（42平方メートル）/芙蓉の間（245平方メートル）

## その他入居施設
- ファミリーマート福島大町店
- ファーマライズ薬局大町店
- 明治安田生命郡山支社福島南営業所
- 福島放送福島支社
- 帝国データバンク福島支店
- コグニビジョン福島データ開発課 - 旧日本アウダテックス福島データセンター
- 三菱電機ビルテクノサービス福島営業所
- 大原健康クリニック - 大原綜合病院の附属施設。

## 周辺
- 大原綜合病院
- 福島県警察福島警察署
- 西沢書店
- 福島交通：「大町」バス停・「上町」バス停